# Harbour Park
Koordinaten: 50° 48′ 10″ N, 0° 32′ 30″ W
Harbour Park ist ein Freizeitpark in Littlehampton (West Sussex, England) der 1932 als Butlins Amusement Park von Billy Butlin eröffnet wurde. 1977 wurde der Park von der Smart-Familie vom Billy Smart's Circus gekauft und in Smarts Amusement Park umbenannt. 1995 fand die Umbenennung in den heutigen Namen statt.

## Achterbahnen
| Name          | Typ       | Hersteller   | Eröffnungsjahr | Bemerkungen                                                 | Weblinks |
| ------------- | --------- | ------------ | -------------- | ----------------------------------------------------------- | -------- |
| Ocean Coaster | Big Apple | D.P.V. Rides | 2008           | Bis 2015 fuhr die Bahn unter dem Namen Caterpillar Coaster. |          |

### Ehemalige Achterbahnen
| Name         | Typ                        | Hersteller | Eröffnungsjahr | Schließungsjahr | Bemerkungen | Weblinks |
| ------------ | -------------------------- | ---------- | -------------- | --------------- | --- | -------- |
| Big Dipper   | Holzachterbahn             | unbekannt  | 1933           | 1962            | |          |
| Circus Clown | Kinderachterbahn           | Pinfari    | unbekannt      | unbekannt       | Die Bahn wurde für ein paar Jahre vor der Eröffnung von Zyklon betrieben. Spätestens ab 1989 fuhr die Bahn bis 2008 als Circus Clown in Blackpool Pleasure Beach. Seit 2011 fährt sie als Clown Coaster in Wicksteed Park ihre Runden. |          |
| Wild Mouse   | Wilde Maus, Hybrid Coaster | Butlin     | 1962           | 1985            | Die Bahn wurde von David Pickstone aufgekauft und später weiterbetrieben. Von 1986 bis 1997 befand die Bahn sich als Wild Mouse in Brean Theme Park.                                                                                   |          |
| Zyklon       | Zyklon                     | Pinfari    | 1986           | unbekannt       | Ab spätestens 2002 fuhr die Bahn bis 2016 in Ocean Beach Pleasure Park als Cat & Mouse. Von 2018 bis 2021 fuhr sie als Emerald Coaster in Splash City Adventures, USA, ihre Runden, befand sich allerdings noch bis 2022 dort.         |          |